# Samoa Airways
Samoa Airways, anteriormente Polynesian Airlines, es la aerolínea de bandera de Samoa.
La aerolínea fue fundada en 1959 como Polynesian Airlines y ofrece vuelos nacionales e internacionales en todo el Pacífico Sur. Las operaciones internacionales se detuvieron temporalmente en 2005 y fueron asumidas por la nueva aerolínea Polynesian Blue (más tarde Virgin Samoa), antes de reanudar los vuelos internacionales con el nuevo nombre de Samoa Airways a fines de 2017.
Samoa Airways es propiedad total del gobierno de Samoa y tiene su sede en la ciudad capital de Apia, con su sede central ubicada en el edificio de la Iglesia Metodista de Samoa en Beach Road y su centro principal en el Aeropuerto Internacional Faleolo. La aerolínea actualmente opera vuelos de corta distancia dentro de Samoa y Samoa Americana, sin embargo, ya no ofrece vuelos de larga distancia a Australia y Nueva Zelanda después de que la compañía detuviera sus operaciones de jet en 2020 debido a la pandemia de COVID-19. 

## Historia
La aerolínea se estableció en 1959 como Polynesian Airlines, y comenzó a operar en agosto de ese año con tres aeronaves Percival Prince. En 1969, realizaba vuelos diarios a Pago Pago utilizando un Douglas DC-3, así como servicios a Tonga y Fiyi utilizando un Hawker Siddeley HS 748 alquilado.
En 2005, los vuelos internacionales en jet de la aerolínea fueron asumidos por Polynesian Blue, una nueva aerolínea establecida como una empresa conjunta entre el gobierno de Samoa y la aerolínea de bajo costo australiana Virgin Blue. Tanto el gobierno de Samoa como Virgin Blue poseían cada uno el 49% de la propiedad de la nueva aerolínea, mientras que el 2% restante estaba en manos de un grupo inversor samoano. El gobierno de Samoa citó el aumento de los costes operativos de Polynesian Airlines, que representaban más de la mitad del presupuesto anual del gobierno, como una de las principales razones para suspender sus operaciones internacionales. Sin embargo, Polynesian Airlines siguió operando vuelos con turbohélice en Samoa y Samoa Americana. En 2011, Virgin Blue anunció un cambio de marca de su grupo de aerolíneas, y su filial samoana pasó a llamarse Virgin Samoa.
En 2017, el gobierno de Samoa anunció que cerraría Virgin Samoa, citando la falta de precios competitivos y un rendimiento decepcionante. En su lugar, Polynesian Airlines reanudaría los vuelos internacionales con el nuevo nombre de "Samoa Airways".[8] La estatal Samoa Airways se asoció con Fiji Airways para ayudar con las operaciones de vuelos internacionales, y alquiló un Boeing 737-800 de la aerolínea italiana Neos en un acuerdo negociado por Icelandair. Los vuelos internacionales se reanudaron el 14 de noviembre de 2017, con Samoa Airways volando desde Apia a Auckland.

## Destinos

### Destinos actuales
| Países          | Destinos      | Aeropuertos                           |
| --------------- | ------------- | ------------------------------------- |
| Samoa           | Apia          | Aeropuerto Internacional Faleolo HUB  |
| Samoa           | Fagali'i      | Aeropuerto de Fagali'i                |
| Samoa           | Savai'i       | Aeropuerto Maota                      |
| Samoa Americana | Fitiuta       | Aeropuerto de Fitiuta                 |
| Samoa Americana | Ofu y Olosega | Aeropuerto de Ofu                     |
| Samoa Americana | Pago Pago     | Aeropuerto Internacional de Pago Pago |

### Antiguos destinos
| Países             | Destinos    | Aeropuertos                               |
| ------------------ | ----------- | ----------------------------------------- |
| Australia          | Brisbane    | Aeropuerto de Brisbane                    |
| Australia          | Melbourne   | Aeropuerto Internacional Tullamarine      |
| Australia          | Sídney      | Aeropuerto Internacional Kingsford Smith  |
| Estados Unidos     | Honolulu    | Aeropuerto Internacional Daniel K. Inouye |
| Estados Unidos     | Los Ángeles | Aeropuerto Internacional de Los Ángeles   |
| Fiyi               | Nadi        | Aeropuerto Internacional de Nadi          |
| Islas Cook         | Rarotonga   | Aeropuerto Internacional Rarotonga        |
| Niue               | Alofi       | Aeropuerto Internacional de Niue          |
| Nueva Zelanda      | Auckland    | Aeropuerto Internacional de Auckland      |
| Nueva Zelanda      | Wellington  | Aeropuerto Internacional de Wellington    |
| Polinesia Francesa | Papete      | Aeropuerto Internacional Faa'a            |
| Tonga              | Nukualofa   | Aeropuerto Internacional Fua'amotu        |

## Flota

### Flota actual
Samoa Airways opera en la actualidad las siguientes aeronaves:
| Aeronaves                            | En servicio | Pedidos | Pasajeros (clase única)                           | Matrículas                                        | Antigüedad                                        |
| ------------------------------------ | ----------- | ------- | ------------------------------------------------- | ------------------------------------------------- | ------------------------------------------------- |
| De Havilland Canada DHC-6 Twin Otter | 3           | —       | 19                                                | 5W-STF                                            | 50 años                                           |
| De Havilland Canada DHC-6 Twin Otter | 3           | —       | 19                                                | 5W-FAY                                            | 44 años                                           |
| De Havilland Canada DHC-6 Twin Otter | 3           | —       | 19                                                | 5W-FAW                                            | 39 años                                           |
| Total                                | 3           | —       | Edad media de la flota (sept. de 2024): 44,3 años | Edad media de la flota (sept. de 2024): 44,3 años | Edad media de la flota (sept. de 2024): 44,3 años |

### Flota histórica
| Aeronaves                  | Total | Introducido | Retirado | Matrículas                              |
| -------------------------- | ----- | ----------- | -------- | --------------------------------------- |
| Boeing 707                 | 1     | 1982        | 1982     | N707PD                                  |
| Boeing 727-200             | 1     | 1992        | 1992     | VH-RMN                                  |
| Boeing 737-200             | 1     | 1985-86     | 1986     | 5W-PAL                                  |
| Boeing 737-300             | 2     | 1992        | 2001     | 5W-FAX y 5W-ILF                         |
| Boeing 737-800             | 5     | 2000        | 2022     | 5W-SAM, 5W-SAO, I-NEOS, 9M-LNW y 5W-TFL |
| Boeing 767-200ER           | 1     | 1994        | 1994     | 5W-TEA                                  |
| Boeing 767-300ER           | 1     | 1993        | 1994     | C-FMWP                                  |
| Britten-Norman Islander    | 3     | 1969        | 2011     | 5W-FAV, 5W-FAF y 5W-FAQ                 |
| De Havilland Canada Dash 8 | 1     | 2004        | 2007     | 5W-FAA                                  |
| Douglas DC-3/C-47          | 4     | 1963        | 1972     | 5W-FAB, 5W-FAA, 5W-FAH y 5W-FAC         |
| Douglas DC-4               | 1     | 1968        | 1968-69  | 5W-FAD                                  |
| GAF Nomad                  | 1     | 1978        | 1987     | 5W-FAR                                  |
| Hawker Siddeley HS 748     | 2     | 1972        | 1982     | 5W-FAN y 5W-FAO                         |
| Percival Prince            | 3     | 1959        | 1963     | ZK-BYO, ZK-BMQ y ZK-BYN                 |